# Eric Chafe
Eric Thomas Chafe (, ) é um musicólogo.
É especialista na música de Johann Sebastian Bach, Richard Wagner e Claudio Monteverdi, tendo já publivcado livros sobre esses três compositores, bem como sobre o violinista e compositor do século XVII Heinrich Biber.
Ganhou o Prêmio AMS Kinkeldey e o Prêmio ASCAP Deems Taylor por seus livros. Leciona na Universidade Brandeis, em Waltham, no estado de norte-americano de Massachusetts..